# Famille von Leonrod
 (avril 2021).
Si vous disposez d'ouvrages ou d'articles de référence ou si vous connaissez des sites web de qualité traitant du thème abordé ici, merci de compléter l'article en donnant les références utiles à sa vérifiabilité et en les liant à la section « Notes et références ».
La famille von Leonrod ou Leonrodt est une famille d'ancienne noblesse de Souabe et de Franconie.

## Histoire

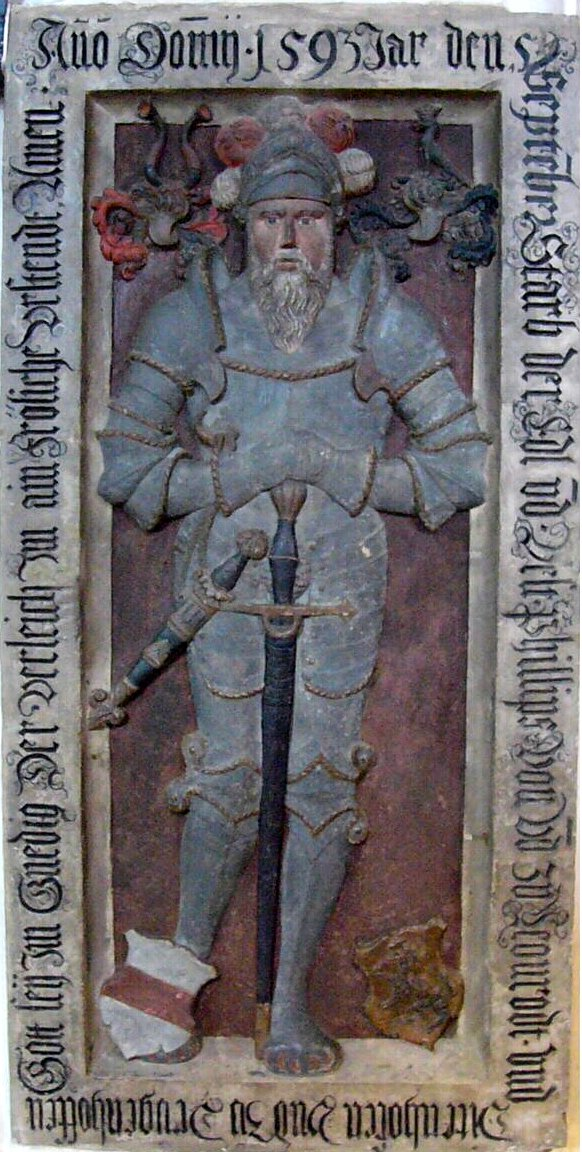
Stèle funéraire du chevalier Philippe de Leonrod et de Dietenhofen mort en 1593, à l'église de Dietenhofen

Les seigneurs de Leonrod ont leur fief à Leonrod, près de Dietenhofen, puis font construire et tiennent le château fort de Dietenhofen. Du Wasserburg du XIIIe siècle et démoli pendant la Guerre de Trente Ans ne subsiste qu'une tour en ruines.
Les stèles funéraires de la famille se trouvent à l'église de Dietenhofen.

## Personnalités

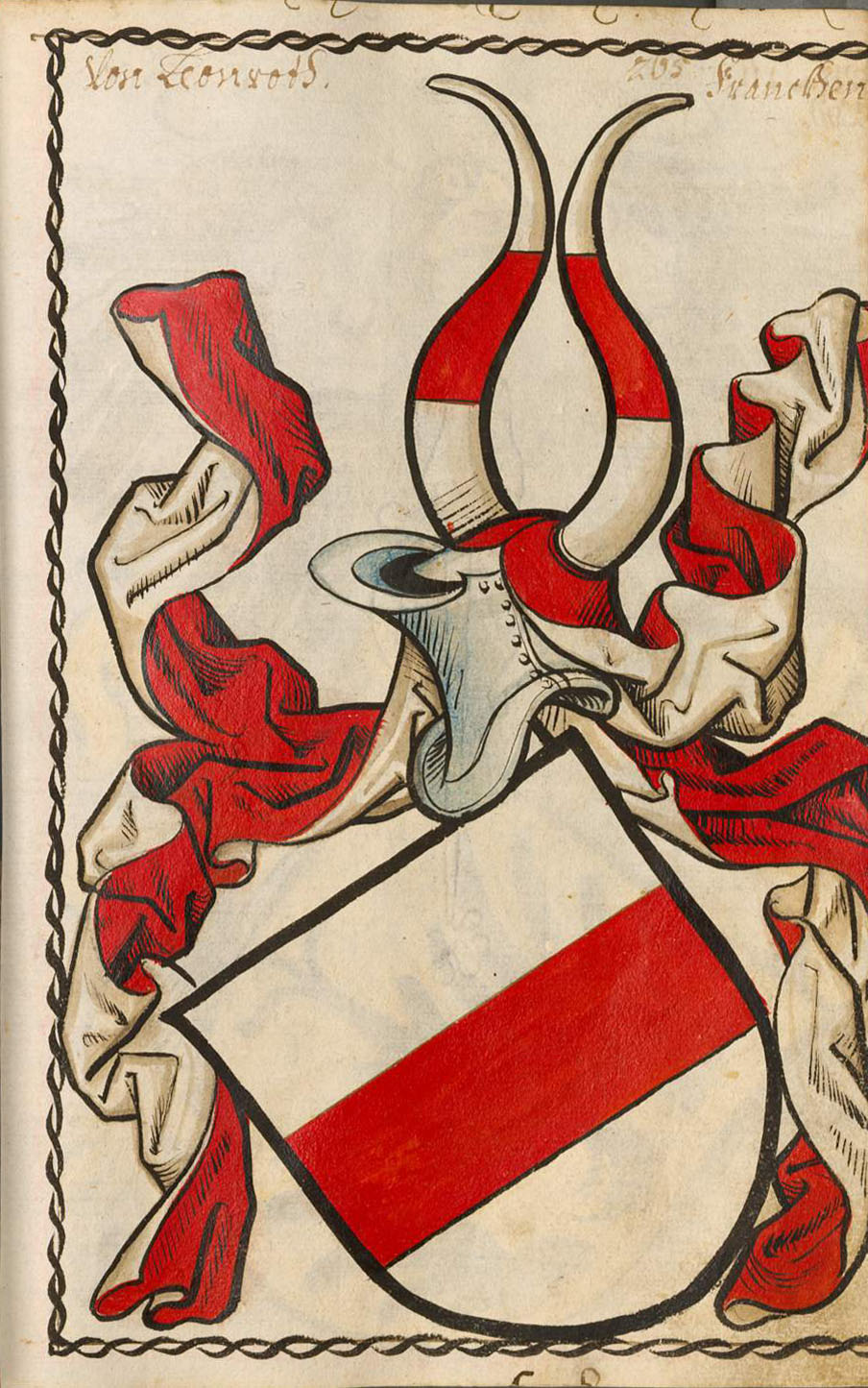
Blason des barons von Leonrod

- Johann von Leonrod, chevalier teutonique ;
- Simon von Leonrod, chevalier teutonique ;
- Franz Leopold von Leonrod (1827-1905), évêque d'Eichstätt ;
- Ludwig von Leonrod (1906-1944), officier opposant au nazisme.